# Si Saowaphak
Re Si Saowaphak, in lingua thai: สมเด็จพระศรีเสาวภาคย์ (RTGS: Somdet Phra Si Saowaphak), conosciuto anche come Sanphet IV (... – Ayutthaya, 1611), è stato il 21º sovrano del Regno di Ayutthaya, fondato nel 1350 da Ramathibodi I nel Siam, l'odierna Thailandia.
Secondo alcune cronache di Ayutthaya, divenne re nel 1610 alla morte del predecessore, il padre Ekathotsarot, che aveva aiutato il proprio fratello, l'eroe nazionale Naresuan, a liberare il Siam dal dominio dei birmani della Dinastia di Toungoo. Altre fonti sostengono che il successore di Ekathotsarot fu l'altro figlio Songtham, fratellastro di Si Saowaphak.

## Biografia
Le fonti che riportano l'ascesa al trono di Si Saowaphak forniscono scarse notizie sulla sua vita, tra le quali il fatto che fosse cieco da un occhio. Nell'ultimo periodo del regno, Ekathotsarot aveva nominato viceré ed erede al trono il figlio primogenito Suthat con il titolo di Maha Uparat. Poco tempo dopo, il nobile P'ya Nai Wai aveva accusato Suthat di complottare per succedere al padre. Non è chiaro se il principe si tolse la vita o se fu fatto giustiziare da Ekathotsarot, che comunque subito dopo morì dal dispiacere per la morte del figlio, verso la fine del 1610.
Secondo le suddette fonti il trono fu assegnato a Si Saowaphak, il quale sarebbe stato dopo pochi mesi ucciso dal fratellastro principe Sri Sin, fratello minore del principe Intharacha che salì al trono con il nome Songtham. Si Saowaphak fu sepolto nel Wat Khok Phraya, il monastero tristemente famoso come luogo dove venivano uccisi o puniti membri della famiglia reale siamese, come era successo ai giovani re Thong Lan, che vi fu assassinato nel 1388, e Yot Fa, assassinato nel wat dall'usurpatore Worawongsa nel 1548.
Cronache siamesi scritte in lingua pali, sostengono che a succedere a Ekathotsarot fu direttamente Songtham. Altre fonti legate alla casa reale siamese, tra le quali gli scritti del diplomatico e storico olandese Jeremias Van Vliet, direttore tra il 1633 ed il 1642 dell'ufficio di Ayutthaya della Compagnia olandese delle Indie orientali, non menzionano Si Saowapak.